# Großgräfendorf
Großgräfendorf ist ein Ortsteil der Stadt Bad Lauchstädt im Saalekreis (Sachsen-Anhalt).

## Geografie

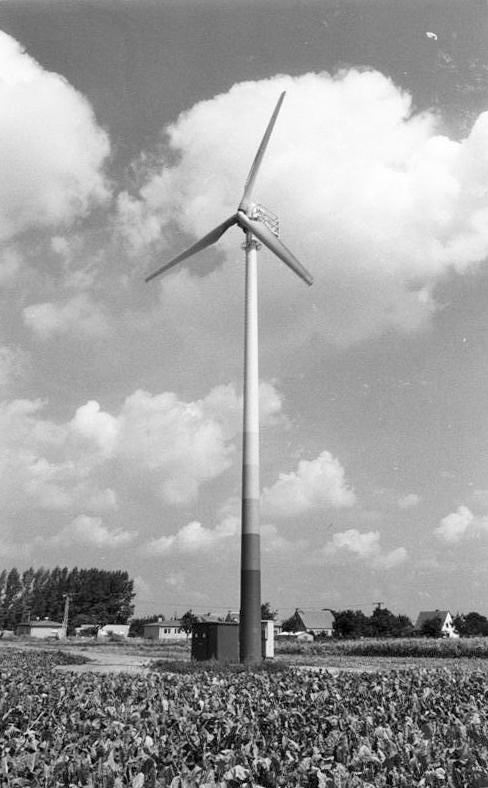
Erste Windkraftanlage in Sachsen-Anhalt stand von 1990 bis 2016 am Rande des Ortsteils.
Diese war die zweite der ehemaligen DDR.

Großgräfendorf liegt westlich des Hauptortes Bad Lauchstädt an der Laucha. Der Westteil des Orts besteht aus der ehemaligen Ortslage Strößen.

## Geschichte
Großgräfendorf wurde erstmals im Jahre 1213 unter dem Namen „Grevindorf apud (bei) Scastedi (Schafstädt)“ erwähnt. Im Dorf entstand im 13. Jahrhundert die Kirche St. Anna. Großgräfendorf und die mit dem Ort zusammen gewachsene Ortslage Strößen gehörten bis 1815 zum hochstiftlich-merseburgischen Amt Merseburg, das seit 1561 unter kursächsischer Hoheit stand und zwischen 1656/57 und 1738 zum Sekundogenitur-Fürstentum Sachsen-Merseburg gehörte. Durch die Beschlüsse des Wiener Kongresses kam Großgräfendorf im Jahr 1815 zu Preußen und wurde 1816 dem Kreis Merseburg im
Regierungsbezirk Merseburg der Provinz Sachsen zugeteilt. Seit 1952 gehörte der Ort zum Kreis Merseburg im Bezirk Halle, der 1994 im Landkreis Merseburg-Querfurt und 2007 im Saalekreis aufging.
Am 1. April 1998 wurde Großgräfendorf nach Bad Lauchstädt eingemeindet.

## Verkehr
Großgräfendorf hatte bis 2014 einen Haltepunkt an der Bahnstrecke Merseburg–Schafstädt. Großgräfendorf ist heute durch den Landesbus 728 der Personennahverkehrsgesellschaft Merseburg-Querfurt im Landesnetz Sachsen-Anhalt erreichbar. Am 5. Dezember 2008 wurde die Autobahn A38 im Bereich nördlich von Großgräfendorf fertiggestellt. Die nächste Abfahrt befindet sich nördlich von Schafstädt.

## Persönlichkeiten
- Max Schlegel (1904–nach 1953), Politiker (LDP)